# Густава-Адольфа общество
Густава-Адольфа общество  (нем. Gustav-Adolf-Stiftung) — союз членов евангелическо-лютеранской Церкви для поддержки братьев по вере в Германии, Австрии и других странах. Основано в 1832 году в Лейпциге и названо в память шведского короля Густава II Адольфа, пришедшего на помощь лютеранам Германии во время Тридцатилетней войны.

## Цели общества
Целью общества Густава Адольфа первоначально являлась помощь протестантам, живущим среди католического или православного большинства. Партнёры общества — это Церкви протестантского меньшинства в Европе, Латинской Америке и Центральной Азии. Со временем большее значение приобрела помощь религиозным общинам в государствах, где власть проводит секулярную и антиклерикальную политику.
Общество помогает в строительстве новых общинных зданий, культовых сооружений, участвует в образовательных программах.

## Структура
В настоящее время в состав Общества Густава Адольфа входят 24 основные группы и 17 женских групп.

## История
Общество было основано в 1834 году в Дрездене и Лейпциге по инициативе лейпцигского суперинтендента доктора Кристиана Готтлоба Гроссманна (нем. Christian Gottlob Großmann).
Первоначально учреждение этого союза было связано со строительством монумента ко второму столетнему юбилею со дня смерти короля Густава Адольфа в Лютценском сражении 6 ноября 1832. Когда выяснилось, что средств, которые были собраны для монумента, гораздо больше, чем требовалось, возникло предложение капитализировать остаток, чтобы поддерживать бедные протестантские общины ежегодными процентами. Инициаторами выступили жители Лейпцига суперинтендент Гроссманн, архидиакон Давид Иоганн Генрих Гольдхорн и коммерсант Лампе. Однако первоначально деятельность общества распространялась только на Лейпциг и Дрезден.
Выработанные обоими основными союзами уставы были подтверждены 4 октября 1834 года саксонским правительством. Когда 6 ноября 1834 года лейпцигское общество выбрало руководство, общее имущество составляло 4251 талеров.
К 1840 году общество поддерживало уже 31 общину. Однако широкое распространение общество получило лишь в 1841 году благодаря стараниям дармштадтского придворного проповедника Карла Циммермана, 31 октября 1841 года опубликовавшего во Всеобщей церковной газете призыв о вступлении в общество всех желающих.
Статуты его были утверждены на общем собрании во Франкфурте-на-Майне в 1843 году. Местные отделения (Zweigvereine) образуют в главные объединения (Hauptvereine), а последние на общем собрании выбирают центральное представительство (Zentralvorstand) из 24 человек, из которых 9 постоянно должны жить в Лейпциге. Работа в обществе происходит на общественных началах.
Высказанная в 1851 году в Берлине идея образовывать женские союзы в рамках общества Густава Адольфа быстро нашла живой отклик. С 1854 года деятельность общества распространилось на всю Германскую империю, а после выхода закона о толерантности 8 апреля 1861 года также и на Австрию. В Венгрии и Швейцарии, в Эльзасе и в Голландии существуют объединения сотрудничающие с обществом.
Общество насчитывало после 1882 года 44 основных союза (ферейна), 1762 местных отделений , 381 женский союз и 11 студенческих союзов. В том же самом году сборы общества составили 897 743 немецких марок. С начала своего существования общество поддерживало 2933 общины. В упомянутом году оно оказало помощь примерно 1200 общинам в размере 250 000 марок. Помимо прочего, общество немало способствовало развитию сотрудничества в территориально разрозненной Церкви Германии.
Первое собрание общества после Второй мировой войны происходило в Фульде. Под угрозой роспуска лейпцигской головной организации в 1948 году в Ассенхайме (ныне — в составе города Ниддаталь) была создано временное управление Общества Густава Адольфа, которое с 1952 года размещалось в Касселе. Хотя официально Евангелическая церковь Германии продолжала подчеркивать единство своей вспомогательной организации, в 1970 году было утверждено её разделение на западно- и восточно-германскую части. В результате объединения Германии в 1992 году в Гернгуте на собрании уполномоченных Общества состоялось его воссоединение; при этом органы правления были вновь размещены в Лейпциге.